# Maury (talk show)

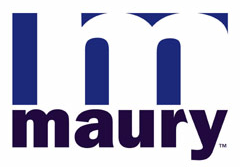
Logo de The Maury Povich Show.

Maury (antes conocido como The Maury Povich Show entre 1991 y mediados de los ´90, y The Maury Show entre mediados de los ´90 y 1998) es un talk show de Estados Unidos que está en el aire desde 1991 mediante sindicación. Es del mismo corte que The Jerry Springer Show y está protagonizado por Maury Povich.